# 통북투주

통북투주의 위치

통북투주(프랑스어: Région de Tombouctou)는 말리 북부에 있는 주로, 주도는 팀북투이며 인구는 681,691명(2009년 기준), 면적은 497,926km2, 인구밀도는 1.4명/km2이다.

## 같이 보기
- 말리의 행정 구역